# Вултуру (Тулћа)
Вултуру (рум. Vulturu) насеље је у Румунији у округу Тулћа у општини Малиук. Oпштина се налази на надморској висини од 3 m.

## Становништво
Према подацима из 2002. године у насељу је живело 70 становника, од којих су сви румунске националности.